# Homoneura maculifera
Homoneura maculifera är en tvåvingeart som först beskrevs av de Meijere 1914.  Homoneura maculifera ingår i släktet Homoneura och familjen lövflugor. Inga underarter finns listade i Catalogue of Life.